# Ariane 4
Ariane 4 was een raket ontworpen door de Europese Ruimtevaartorganisatie en geproduceerd en geëxploiteerd door Arianespace.
De ontwikkeling van de Ariane 4 begon in 1983 en de eerste succesvolle lancering vond plaats op 15 juni 1988. In totaal vonden met deze versie van de Ariane-raketten 104 succesvolle missies plaats en drie mislukte lanceringen. Ten opzichte van de Ariane 3 was het draagvermogen van de Ariane 4 met 1700 kg verhoogd tot een maximum van 4800 kg naar geostationaire hoogte. De recordmassa voor de Ariane 4 naar geostationaire hoogte staat op 4946 kg.
De raket kende verschillende varianten, er konden twee tot vier bijkomende boosterraketten aan gekoppeld worden met vastebrandstofmotor of vloeibarebrandstofmotor. Het complete lanceersysteem bestond tevens uit een satellietdraagsysteem genaamd Spelda (naar het Franse Structure porteuse externe pour lancements doubles Ariane) waarmee meerdere satellieten tegelijk konden worden gelanceerd.
Ariane 4 AR 40 was de basisversie, die uit drie trappen bestond. De raket was 58,4 m hoog, met een diameter van 3,8 m, een startmassa van 245 ton en een maximum draagvermogen van 2100 kg tot geostationaire hoogte of 5000 kg tot in een lage baan. Het hoofdvermogen kwam van vier Viking 5-motoren, die elk 667 kN stuwkracht leverden. De tweede trap had een enkele Viking-motor en de derde trap had een HM7-motor op vloeibare zuurstof / vloeibare waterstof. De Ariane 4 AR 44L bestond, met het maximumaantal van vier extra boosterraketten, uit vier trappen, had een startmassa van 470 ton en een draagvermogen van 4730 kg tot geostationaire hoogte of 7600 kg tot een lage baan.
| Model   | Lanceringen | Successen | Data mislukte lanceringen |
| ------- | ----------- | --------- | ------------------------- |
| AR 40   | 7           | 7         | -                         |
| AR 42L  | 12          | 12        | -                         |
| AR 42P  | 14          | 13        | 1 december 1994           |
| AR 44L  | 34          | 33        | 22 februari 1990          |
| AR 44LP | 26          | 25        | 24 januari 1994           |
| AR 44P  | 15          | 15        | -                         |

Ariane 4 is vervangen door de Ariane 5 en de laatste lancering vond plaats op 15 februari 2003 waarbij de Intelsat 907 op geostationaire hoogte werd gebracht.